# Candela (Coahuila)
Candela ist ein Ort mit knapp 1500 Einwohnern im Osten des mexikanischen Bundesstaats Coahuila; er ist Verwaltungssitz des gleichnamigen Municipio und seit dem Jahr 2015 als Pueblo Mágico eingestuft.

## Lage und Klima
Candela liegt im Osten des in weiten Teilen wüsten- oder halbwüstenartigen Bundesstaates Coahuila in einer Höhe von ca. 420 m. Die Entfernung zur nördlich gelegenen Millionenstadt Monterrey beträgt etwa 150 km (Fahrtstrecke); Mexiko-Stadt ist ca. 1080 km in südlicher Richtung entfernt. Das Klima ist überwiegend trocken und warm; der eher spärliche Regen (ca. 100 mm/Jahr) fällt eigentlich nur im Sommerhalbjahr.

## Bevölkerung
| Jahr      | 2000 | 2020 |
| --------- | ---- | ---- |
| Einwohner | 1404 | 1408 |

Die Bevölkerung besteht in der Hauptsache aus Indios und Mestizen. Umgangssprachen sind zumeist Nahuatl und Spanisch.

## Wirtschaft
Noch bis in die erste Hälfte des 20. Jahrhunderts lebte die Bevölkerung weitgehend als Selbstversorger von ein wenig Landwirtschaft und Viehzucht.

## Geschichte
Im Jahr 1690 gründete der ehemalige Armeehauptmann und damalige Gouverneur Alonso de León (1640–1691) die Missionsstation San Bernardino de la Candela; aufgrund von Übergriffen der in der Region ansässigen Indianerstämme wurde die Mission jedoch bereits fünf Jahre später wieder aufgegeben. Knapp 100 Jahre danach (1774) befahl der damalige Gouverneur erneut die Besiedlung der Region mit 44 spanischen Familien; der Ortsname lautete San Carlos de la Candela. Im Jahr 1890 gewährte der Kongress von Coahuila der Siedlung die Stadtrechte.

## Sehenswürdigkeiten
- Die Plaza Principal mit dem Rathaus bildet das Zentrum des Ortes.[3]
- Die dreischiffige Iglesia de San Carlos Borromeo ist ein Werk des ausgehenden 18. Jahrhunderts.[4]

Umgebung
- Die halbwüstenartige Landschaft der Umgebung des Ortes ist von besonderem Reiz.
- Mit dem Bau der kleinen Capilla de Santa Cruz wurde bereits im ausgehenden 17. Jahrhundert begonnen.[5]
- Ca. 17 km außerhalb des Ortes steht der unter der Regierung des aus Coahuila stammenden Staatspräsidenten Venustiano Carranza (reg. 1914–1920) erbaute, aber schon seit langem stillgelegte Bahnhof; er wirkt wie eine kleine Burg.[6]